# Venetia
Venetia (grec antic: Οὐενετία) va ser una província romana del nord d'Itàlia, a la vora de la mar Adriàtica que s'estenia des dels Alps (on limitava amb els eugans i els retis) fins a la mar a la boca del Padus (Po), i a l'est fins a l'Athesis (Adige). Tenia a l'oest als cenòmans, però el límit no està ben definit, perquè va anar variant en el temps i segons Titus Livi la darrera ciutat dels vènets era Verona. La província va formar part de la Gàl·lia Cisalpina i es va constituir en província (junt amb Ístria) en temps d'August amb el nom de Venècia i Ístria, i llavors va incloure Brixia, Cremona i Bergamun (a l'oest de Verona) i probablement va tenir el seu límit al riu Addua.

### Geografia
La major part de Venetia era una plana ampla i plana, que s'estenia sense interrupció fins al peu dels Alps. La regaven nombrosos rius i rierols, que baixaven d'aquelles muntanyes amb gran rapidesa i violència. Aquests cursos d'aigua inflats pel desglaç de les neus alpines, o pels torrents que es formaven per la pluja sobre les muntanyes, tan bon punt arribaven a la plana creaven llenques d'arena i pedres o inundaven el terreny. S'estancaven a mesura que corrien per la plana, i formaven, abans d'arribar al mar, grans estanys. L'acció de les marees que frenava la sortida de les aigües, provocava la formació d'extenses llacunes d'aigua salada que es comunicaven amb el mar per petites obertures entre la línia de barreres arenoses que les delimitaven. Aquestes llacunes tenien una considerable extensió i estaven unides per diversos cursos d'aigua, que en temps de Plini el Vell eren navegables i rebien el nom de Septem maria ('els set mars'). Segons l'Itinerari d'Antoní, es podia navegar des de Ravenna fins a Altinum, una distància de més de 80 milles romanes.

### Història
Estava habitada pels vènets però la província va incloure el país dels carns, que vivien a l'est dels vènets fins a Tergeste (Trieste) amb límit al riu Timavus. Els vènets (en llatí venetii) vivien a l'oest (entre els athesis i el plavis) i els carni (carns) a l'est (fins a Ístria). Es creu que els primitius habitants de la regió no van ser els vènets sinó els eugans, segons diu Titus Livi, un poble que es va haver de retirar als Alps i del que no se' sap gran cosa.
Des de la vall del Sava, el pas dels Alps Julians deixava obert el camí cap a Venetia i els invasors el podien utilitzar. Àtila va seguir aquesta ruta l'any 452, i va arribar davant Aquileia, la va assetjar i la va destruir, igual que les ciutats de Concordia, Altinum, Patavium, Vicentia', Verona, Brixia, i Bergomum (actual Bèrgam). Els habitants d'aquestes ciutats es van refugiar a les llacunes on van fundar un parell de ciutats al mig de l'aigua on abans només hi vivien pescadors: els fugits d'Aquileia van fundar Grado i els d'altres ciutats (principalment els de Patavium) van fundar Venècia.

### Rius
Els principals rius del territori són l'Athesis (Adige), el Medacus (Brentha) amb el seu afluent el Medacus Minor (Bacchiglione), el Silis (Sele), el Plavis (Piave) el Liquentia (Livenza), el Romantinus (Lemene), el Tilavemptus (Tagliamento), el Varanus i l'Anassus (esmentats per Plini, probablement el Stella i el seu afluent el Cormor), i l'Alsa (Ausa). Altres rius de certa envergadura a l'est són el Turrus (Torre), el Natiso (Natisone) i el Sontius (Isonzo), aquest darrer amb el seu afluent el Fluvius Frigidus (Wippach o Vipao); i finalment el Timavus i el Formio (Risano) que marcava el límit amb Ístria.

### Poblacions
Les ciutats principals eren: Verona, Vicentia, Patavium, Ateste (Este), Altinum, Concordia', Opitergium, Tarvisium, Acelum (Asolo), Centa (Ceneda), Feltria (Feltre), Belunum (Belluno), Aquileia, Forum Julii, Vedinum (Udine), Julium Carnicum, i Tergeste (Trieste). Al país del carnis hi havia algunes ciutats com Flamonia (Flaggona), Osopum (Osopo), Glemona (Gemona), Artemia (Artegna), Cormones (Cormons) i Pucinum (Duino).